# Raja Gosnell
Raja Gosnell est un réalisateur et monteur américain, né le 9 décembre 1958 à Los Angeles (Californie).

## Filmographie

### Réalisateur
- 1997 : Maman, je m'occupe des méchants ! (Home Alone 3)
- 1999 : College Attitude (Never been kissed)
- 2000 : Big Mamma (Big Momma's House)
- 2002 : Scooby-Doo
- 2004 : Scooby-Doo 2 : Les monstres se déchaînent (Scooby-Doo 2: Monsters Unleashed)
- 2005 : Une famille 2 en 1 (Yours, Mine and Ours)
- 2008 : Le Chihuahua de Beverly Hills (Beverly Hills Chihuahua)
- 2011 : Les Schtroumpfs (The Smurfs)
- 2013 : Les Schtroumpfs 2 (The Smurfs 2)
- 2018 : Le Dog Show (Show Dogs)

### Monteur
- 1982 : The Silence
- 1984 : Vengeance Of A Soldier
- 1984 : The Lonely Guy
- 1986 : Weekend Warriors
- 1986 : Monster in the Closet
- 1987 : Teen Wolf Too
- 1988 : Jailbird Rock
- 1988 : Mort à l'arrivée
- 1988 : Heartbreak Hotel
- 1990 : Jury Duty: The Comedy (TV)
- 1990 : Pretty Woman
- 1990 : Maman, j'ai raté l'avion
- 1991 : Ta mère ou moi (Only The Lonely)
- 1992 : Maman, j'ai encore raté l'avion
- 1993 : La Star de Chicago
- 1993 : Madame Doubtfire
- 1994 : Miracle sur la 34e rue
- 1995 : Neuf mois aussi
- 1999 : Collège Attitude (Never Been Kissed)